# Saint Privat en Périgord
Saint Privat en Périgord is een gemeente in het Franse departement Dordogne (regio Nouvelle-Aquitaine). De plaats maakt deel uit van het arrondissement Périgueux. Saint Privat en Périgord is op 1 januari 2017 ontstaan door de fusie van de gemeenten Festalemps, Saint-Antoine-Cumond en Saint-Privat-des-Prés. Saint Privat en Périgord telde op 1 januari 2022 1.127 inwoners.

## Geografie
De oppervlakte van Saint Privat en Périgord bedraagt 30,72 km², de bevolkingsdichtheid is 44 inwoners per km² (per 1 januari 2019).
De onderstaande kaart toont de ligging van Saint Privat en Périgord met de belangrijkste infrastructuur en aangrenzende gemeenten.

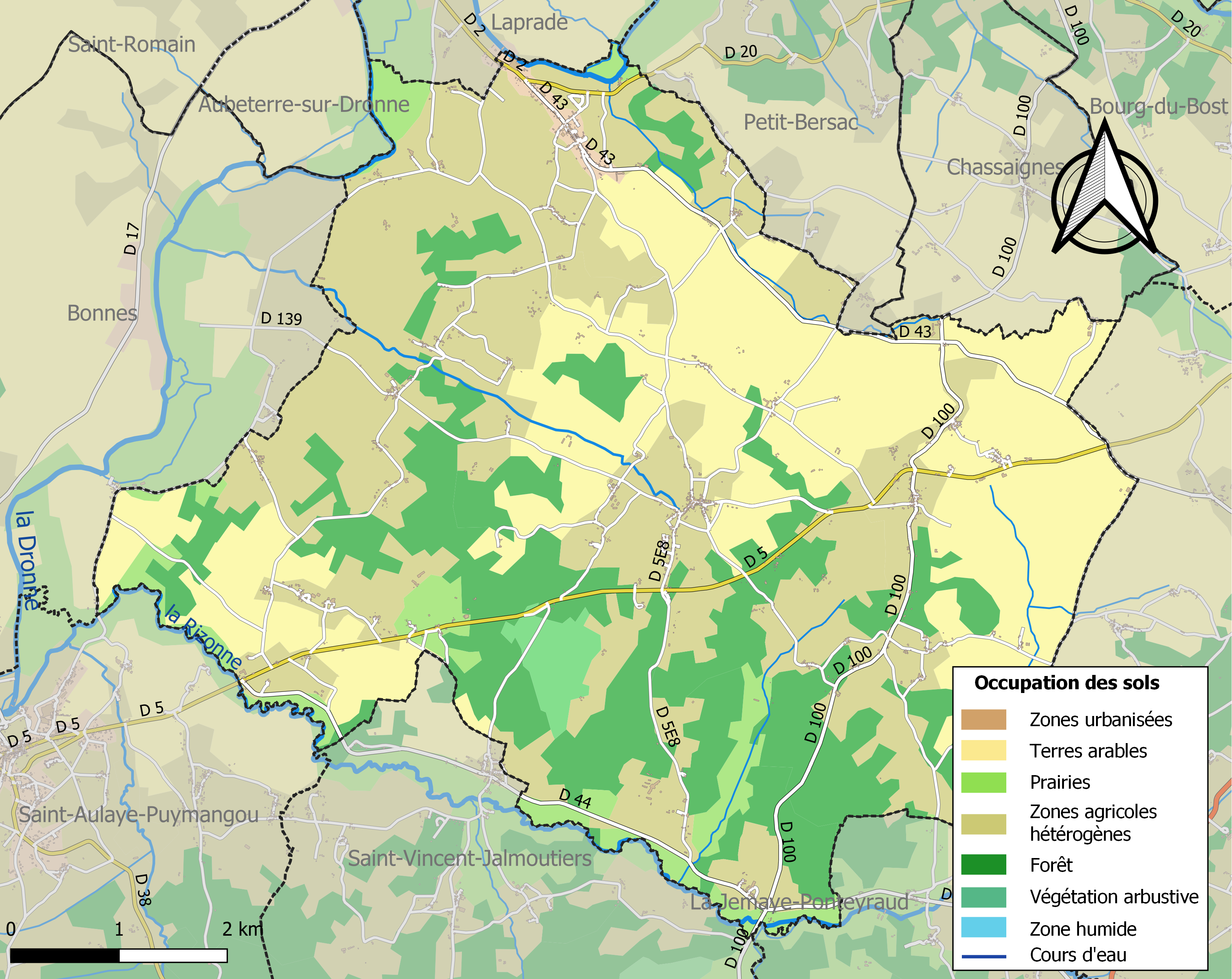